# AeroLogic
AeroLogic GmbH, es una aerolínea de carga, empresa conjunta entre DHL Express y Lufthansa Cargo. Su red de vuelos internacionales de larga distancia es operada principalmente en nombre de estas dos aerolíneas, su base principal es el aeropuerto de Leipzig/Halle y el Aeropuerto de Frankfurt.

## Historia
La compañía fue fundada por Lufthansa y Deutsche Post (el dueño de DHL Express) el 12 de septiembre de 2007 como Blitz 07-343 GmbH. El 9 de enero de 2008, el nombre fue cambiado a AeroLogic. Las operaciones de vuelo se iniciaron en 2009, tras la entrega de su primer avión (un Boeing 777 Freighter) el 12 de mayo de ese año.

## Destinos
AeroLogic sirve a los siguientes destinos (a agosto de 2013). Las rutas programadas a Asia son operados en nombre de DHL Express; y a América del Norte son contratadas por Lufthansa Cargo.

## Flota
Hasta agosto de 2022, la flota de AeroLogic consiste de aviones Boeing 777 Freighter que fueron entregados a la aerolínea en 2009, 2010, 2019, 2020 y 2021.
| Boeing 777F | 21 | 0 |  |  |  |  |
| Total       | 21 | 0 |  |  |  |  |

La flota posee a agosto de 2022 una edad media de 7.5 años.